# Enrique Jurado Barrio
Segismundo Casado est un militaire espagnol. 

## Biographie
Il rejoint l'armée en 1909 et étudie à l'Académie de l'Artillerie de Ségovie entre 1911 et 1913. Il participe à la guerre du Rif et est promu capitaine.
En juillet 1936, il est commandant d'artillerie et stationné à Ceuta. Au début de la guerre civile espagnole, il va à Getafe dans le régiment d'artillerie. Il organise un groupe d'artillerie et participe à la défense du secteur de Somosierra. Le 13 août 1936 il est nommé à la tête d'une colonne de milicien. Le 3 septembre 1936, il est nommé à la tête du secteur de Somosierra. Le 25 octobre 1936, il est promu lieutenant-colonel. Le 31 décembre il réorganise les troupes de l'Armée centrale. Le 13 mars 1937 il participe à la bataille de Guadalajara. Le 28 juin 1937 il prend le commandement du XVIII Corps d'armée et il participe à la bataille de Brunete. De 1937 à 1939 il est à la tête de la Direction générale des aéronefs Défense spéciale (DECA), il est nommé colonel le 22 avril 1938 et générale le 16 août 1938. 
En février 1939 il passe en France. Il part pour l'Argentine en 1940 et en Uruguay en décembre 1943. 
Le 30 mars 1965 il meurt à Montevideo.